# أدريان بيتري
أدريان بيتري (بالرومانية: Adrian Petre)‏ (11 فبراير 1998 بأراد في رومانيا - ) هو لاعب كرة قدم روماني في مركز الهجوم. شارك مع منتخب رومانيا تحت 17 سنة لكرة القدم ومنتخب رومانيا تحت 19 سنة لكرة القدم ومنتخب رومانيا تحت 21 سنة لكرة القدم. أما مع النوادي، فقد لعب مع نادي إيسبيرغ ويو تي أي أراد.

## وصلات خارجية
- أدريان بيتري على موقع الاتحاد الأوربي (الإنجليزية)
- أدريان بيتري على موقع قاعدة بيانات كرة القدم.إي يو (الإنجليزية)
- أدريان بيتري على موقع Soccerway.com (الإنجليزية)